# Herrarnas linjelopp i landsvägscykling vid olympiska sommarspelen 2000
Herrarnas linjelopp i landsvägscykling vid olympiska sommarspelen 2000 ägde rum i den 27 september 2000 i Sydney. Loppet var mycket jämnt och medaljerna kunde inte fördelas utan video.

## Medaljörer
| Event               | Guld                 | Silver                        | Brons                   |
| Herrarnas linjelopp | Jan Ullrich Tyskland | Aleksandr Vinokurov Kazakstan | Andreas Klöden Tyskland |

## Resultat
| Placering | Cyklist              | Land           | Tid     |
| --------- | -------------------- | -------------- | ------- |
| 1         | Jan Ullrich          | Tyskland       | 5:29:08 |
| 2         | Aleksandr Vinokurov  | Kazakstan      | + 0.09  |
| 3         | Andreas Klöden       | Tyskland       | + 0.12  |
| 4         | Michele Bartoli      | Italien        | + 1.26  |
| 5         | Laurent Jalabert     | Frankrike      | —       |
| 6         | Frank Høj            | Danmark        | —       |
| 7         | Piotr Wadecki        | Polen          | —       |
| 8         | George Hincapie      | USA            | —       |
| 9         | Paolo Bettini        | Italien        | —       |
| 10        | Dimitrij Konysjev    | Ryssland       | —       |
| 11        | Danilo Di Luca       | Italien        | + 1.29  |
| 12        | Axel Merckx          | Belgien        | —       |
| 13        | Lance Armstrong      | USA            | —       |
| 14        | Erik Zabel           | Tyskland       | + 1.38  |
| 15        | Max van Heeswijk     | Nederländerna  | —       |
| 16        | Gordon Fraser        | Kanada         | —       |
| 17        | Oscar Freire         | Spanien        | —       |
| 18        | Jaan Kirsipuu        | Estland        | —       |
| 19        | Robbie McEwen        | Australien     | —       |
| 20        | Zbigniew Spruch      | Polen          | —       |
| 21        | Markus Zberg         | Schweiz        | —       |
| 22        | Arvis Piziks         | Lettland       | —       |
| 23        | Peter Wrolich        | Österrike      | —       |
| 24        | Rolf Aldag           | Tyskland       | —       |
| 25        | Léon van Bon         | Nederländerna  | —       |
| 26        | Andrej Hauptman      | Slovenien      | —       |
| 27        | Vladimir Duma        | Ukraina        | —       |
| 28        | Glenn Magnusson      | Sverige        | —       |
| 29        | Pavel Tonkov         | Ryssland       | —       |
| 30        | Henk Vogels          | Australien     | —       |
| 31        | Ruber Marín          | Colombia       | —       |
| 32        | Uros Murn            | Slovenien      | —       |
| 33        | Nico Mattan          | Belgien        | —       |
| 34        | Fred Rodriguez       | USA            | —       |
| 35        | Maximiliano Sciandri | Storbritannien | —       |
| 36        | Sergej Ivanov        | Ryssland       | —       |
| 37        | Oscar Camenzind      | Schweiz        | —       |
| 38        | John Tanner          | Storbritannien | —       |
| 39        | Serguei Outchakov    | Ukraina        | —       |
| 40        | Nicki Sørensen       | Danmark        | —       |
| 41        | Gerrit Glomser       | Österrike      | —       |
| 42        | Olexandr Fedenko     | Ukraina        | —       |
| 43        | David McCann         | Irland         | —       |
| 44        | Raimondas Rumsas     | Litauen        | —       |
| 45        | Laurent Brochard     | Frankrike      | —       |
| 46        | Andrei Teteriouk     | Kazakstan      | —       |
| 47        | Chris Jenner         | Nya Zeeland    | —       |
| 48        | Zbigniew Piatek      | Polen          | —       |
| 49        | Tyler Hamilton       | USA            | —       |
| 50        | Omar Pumar           | Venezuela      | —       |
| 51        | Matthias Buxhofer    | Österrike      | —       |
| 52        | Antonio Cruz         | USA            | —       |
| 53        | Alexandr Shefer      | Kazakstan      | —       |
| 54        | Mauro Gianetti       | Schweiz        | —       |
| 55        | Erki Putsep          | Estland        | —       |
| 56        | Jens Voigt           | Tyskland       | —       |
| 57        | Sergej Jakovlev      | Kazakstan      | —       |
| 58        | Piotr Przydzial      | Polen          | —       |
| 59        | Rolf Sørensen        | Danmark        | —       |
| 60        | Abraham Olano        | Spanien        | —       |
| 61        | Julian Dean          | Nya Zeeland    | —       |
| 62        | Christophe Moreau    | Frankrike      | —       |
| 63        | Richard Virenque     | Frankrike      | —       |
| 64        | Laurent Dufaux       | Schweiz        | —       |
| 65        | Volodymir Gustov     | Ukraina        | —       |
| 66        | Francesco Casagrande | Italien        | —       |
| 67        | Marc Wauters         | Belgien        | —       |
| 68        | Alex Zülle           | Schweiz        | —       |
| 69        | Marco Pantani        | Italien        | —       |
| 70        | Pavel Padrnos        | Tjeckien       | —       |
| 71        | Rik Verbrugghe       | Belgien        | —       |
| 72        | Eric Wohlberg        | Kanada         | —       |
| 73        | Andrei Kivilev       | Kazakstan      | —       |
| 74        | Ciaran Power         | Irland         | + 5.50  |
| 75        | Viacheslav Ekimov    | Ryssland       | —       |
| 76        | Tomáš Konečný        | Tjeckien       | —       |
| 77        | Stuart O'Grady       | Australien     | + 7.06  |
| 78        | Bjørnar Vestøl       | Norge          | —       |
| 79        | Peter Van Petegem    | Belgien        | —       |
| 80        | Tristan Hoffman      | Nederländerna  | —       |
| 81        | Andris Reiss         | Lettland       | + 12.53 |
| 82        | José Medina          | Chile          | + 12.54 |
| 83        | Manuel Guevara       | Venezuela      | + 13.35 |
| 84        | Carlos Maya          | Venezuela      | —       |
| 85        | Scott Guyton         | Nya Zeeland    | + 14.13 |
| 86        | David George         | Sydafrika      | + 16.43 |
| 87        | Milan Dvorscik       | Slovakien      | + 22.45 |
| 88        | Alexis Méndez        | Venezuela      | + 23.39 |
| 89        | Murilo Fischer       | Brasilien      | —       |
| 90        | Martin Riska         | Slovakien      | —       |
| 91        | Óscar Pineda         | Guatemala      | —       |
| 92        | Pedro Pablo Pérez    | Kuba           | + 23.40 |